# Schizodium longipetalum
Schizodium longipetalum é uma espécie de orquídea geralmente terrestre pertencente à subtribo Disinae, endêmica da Província do Cabo Setentrional, na África do Sul.
Apresentam raízes providas de tubérculos que originam caules flexíveis, delgados e resistentes que apresentam uma roseta de folhas na base e algumas folhas lineares ao longo de seu comprimento. A inflorescência não se ramifica e comporta poucas flores espaçadas ressupinadas, com sépala dorsal provida de calcar e pétalas de ápice dividido, com pequenos lobos basais e que apresentam profunda canaleta no centro, dando a impressão de estarem divididas. O labelo é pandurado, ou seja, em formato de violão, com três áreas claramente distintas, a extremidade aguda. A coluna tem apêndices laterais bem desenvolvidos, contém duas polínias e rostelo trilobado.
Crescem solo arenoso, em meio aos arbustos de áreas mais secas. Trata-se da espécie mais rara deste g~enero, sendo conhecida por uma única coleta. Nada se sabe sobre sua polinização, sua floração ocasionalmente ocorre após incêndios mas não está comprovada a ligação entre os eventos. Aparentemente este espécie é pouco ou nada cultivada.